# Mary Tourtel

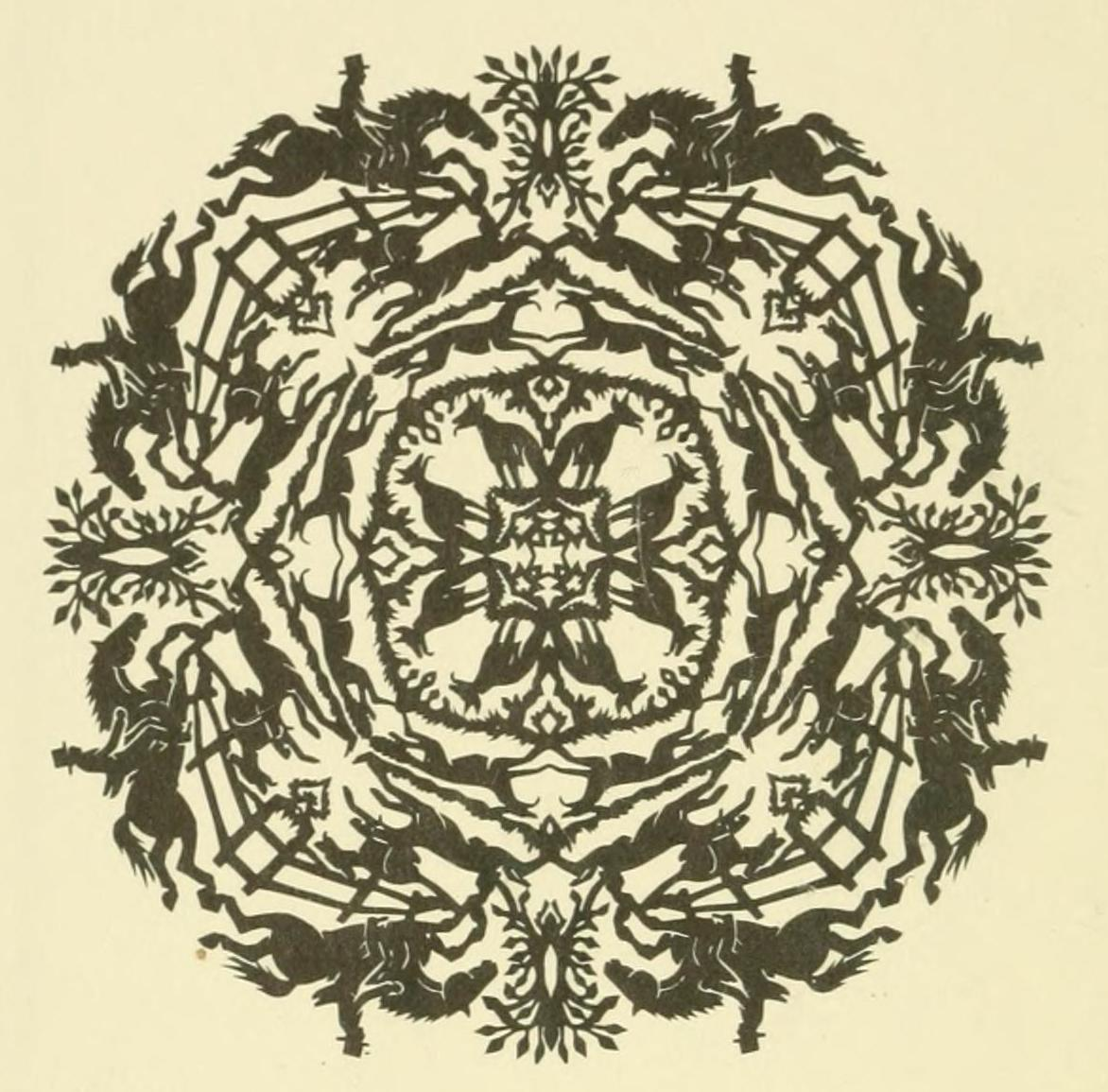
Mary Tourtel: Voorplaat van A horse book (1901).

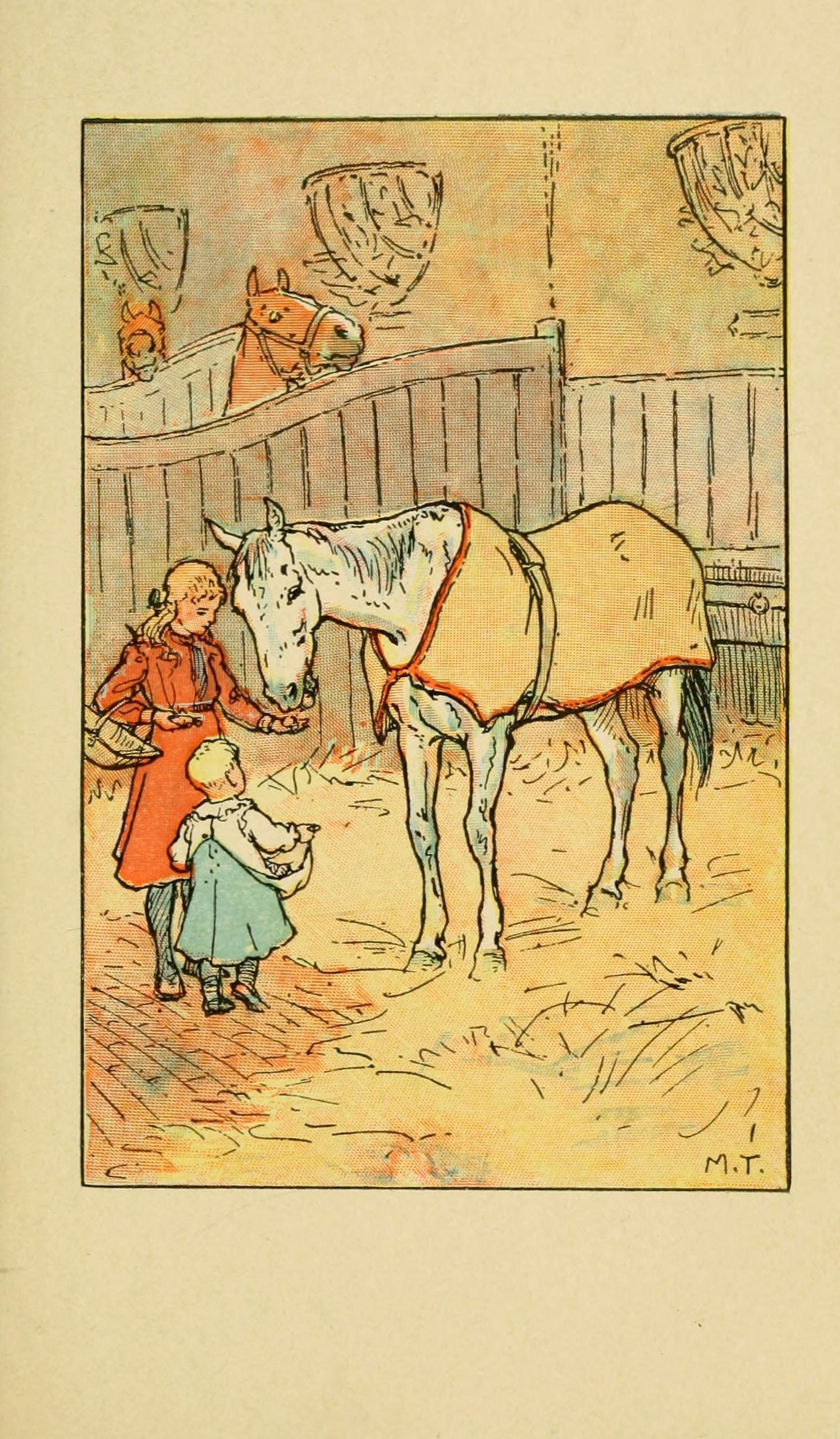
Mary Tourtel: (gedicht)Old age. This horse's working days are o'er/The shafts and saddles nevermore/... A horse book (1901), bladzijde 94.

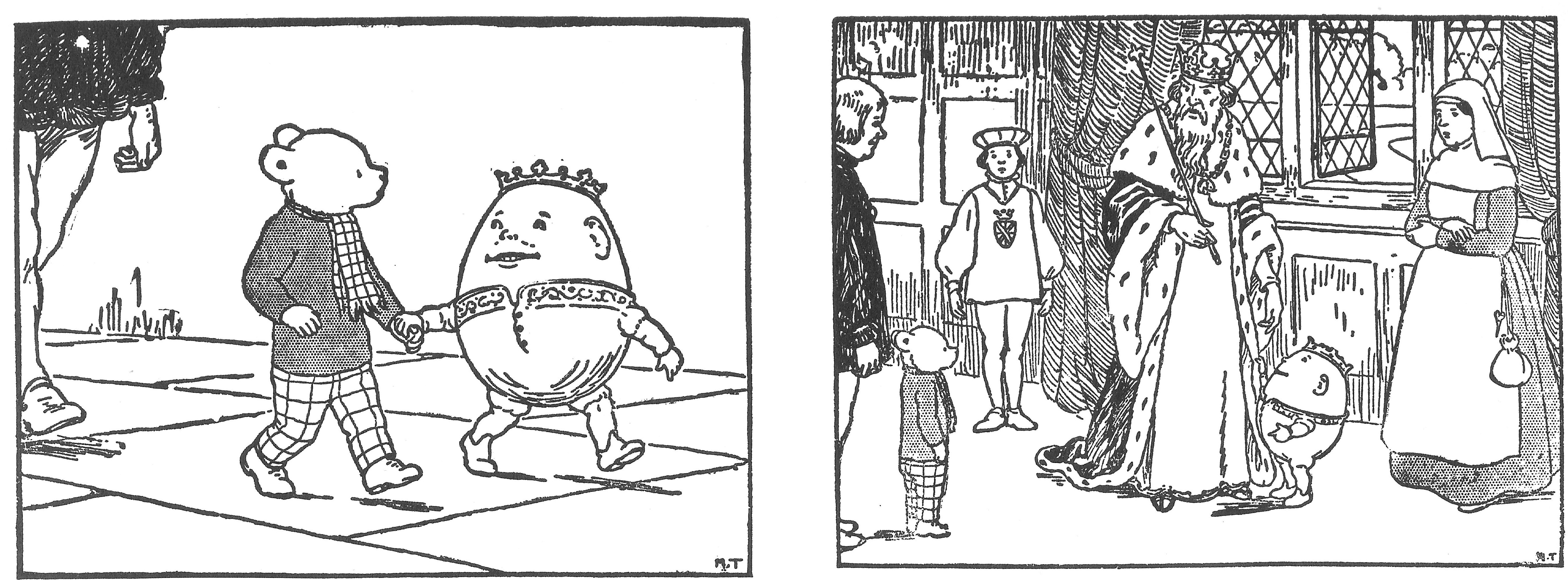
De kleine betoverde Prins brengt Bruintje Beer naar zijn vader de Koning. Gesigneerd "M.T." (Mary Tourtel). Uit: De avonturen van Bruintje Beer. Achtste serie. Bruintje Beer en Prins Humptie-Dumptie. Uitgave: Algemeen Handelsblad, Amsterdam, z.j.

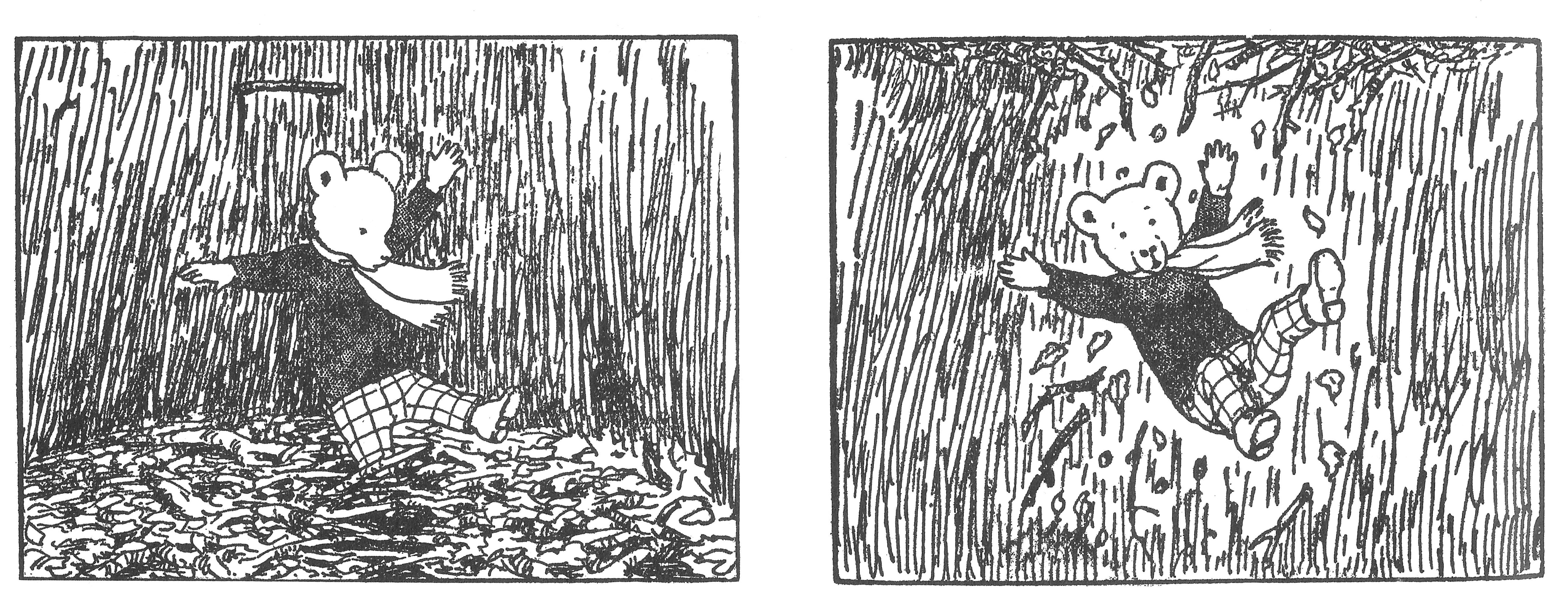
Bruintje Beer valt in een gat met bladeren. Uit: De avonturen van Bruintje Beer. Dertiende serie. Bruintje Beer en de oude zeemijnheer. Uitgave: Algemeen Handelsblad, Amsterdam, z.j.

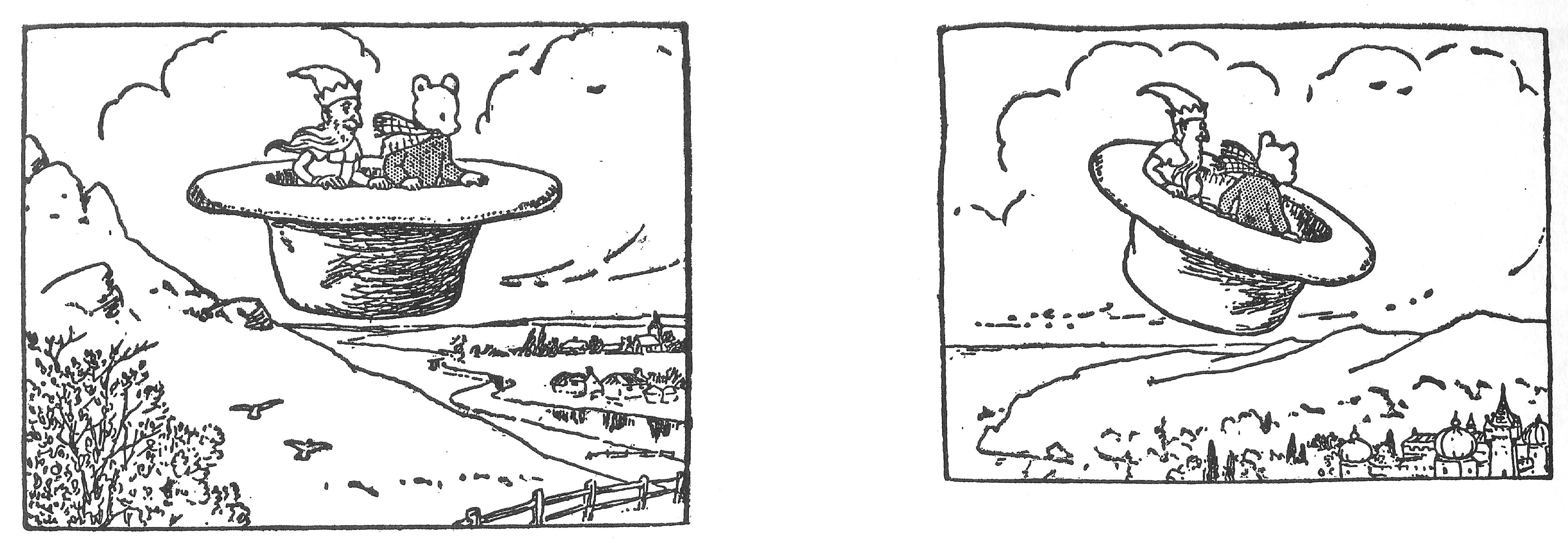
De Kaboutermijnheer en Bruintje Beer vliegen in een hoed over velden en bomen. Uit: De avonturen van Bruintje Beer. Dertiende serie. Bruintje Beer en de toverhoed. Uitgave: Algemeen Handelsblad, Amsterdam, z.j.

Mary Tourtel (Canterbury, 28 januari 1874 – aldaar, 15 maart 1948) was een Engels schrijfster, illustratrice en stripauteur. Ze werd bekend als bedenker en eerste tekenaar van Rupert Bear, die in Nederland bewerkt werd tot Bruintje Beer.

## Biografie

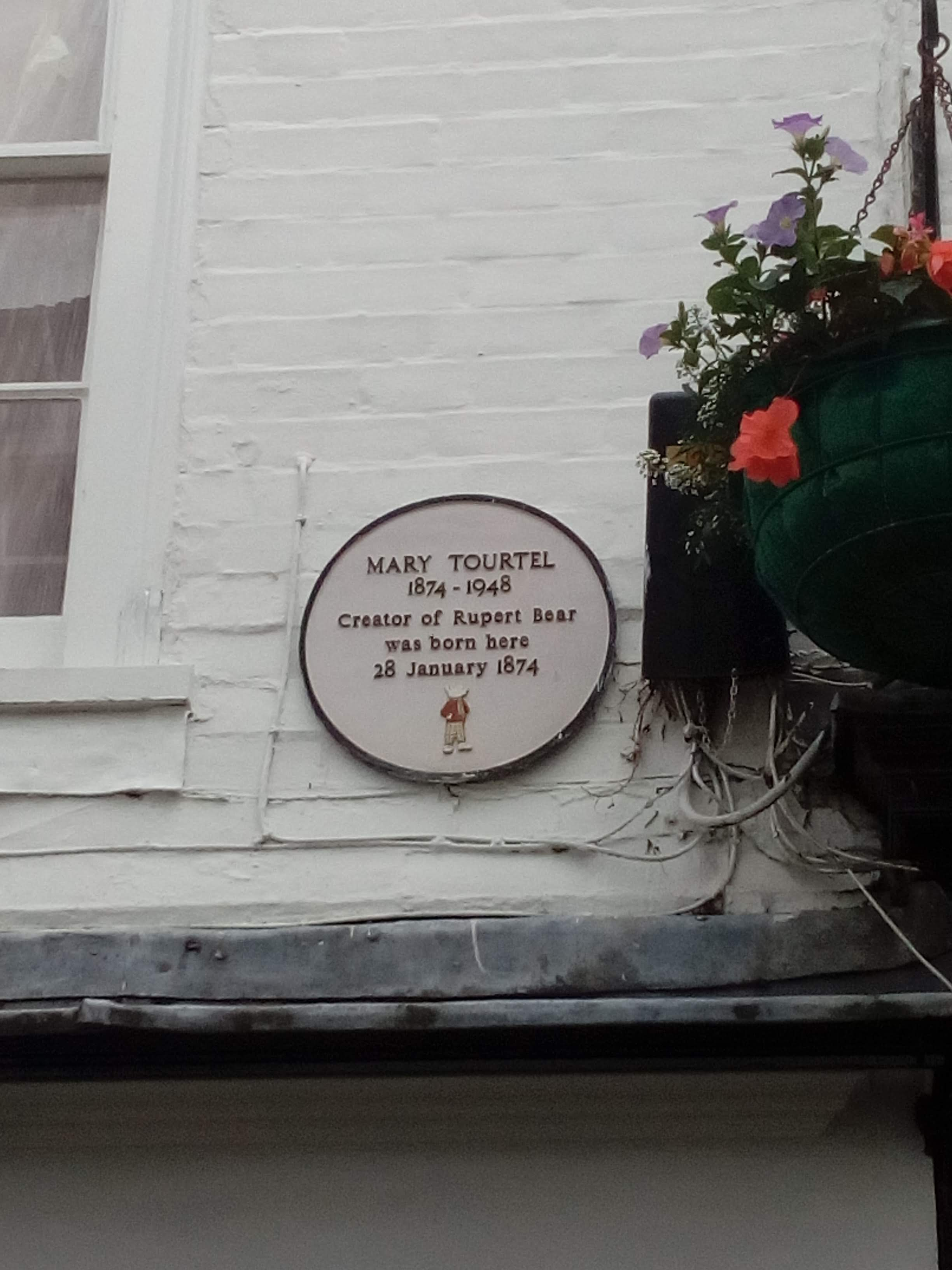
Een gedenksteen op het geboortehuis van Mary Tourtel, Palace Street 52, Canterbury, 2018.

Mary Tourtel werd op 28 januari 1874 in Canterbury geboren als Mary Caldwell. Ze was het jongste en 13e kind van Samuel en Sarah Caldwell. Haar vader werkte als een glas-in-lood kunstenaar en restaurator voor de Kathedraal van Canterbury. De Engelse dierenschilder Edmund Caldwell was haar oudste broer. Al jong begon ze te tekenen en na de lagere school volgde ze tussen 1884 en 1889 tekenlessen aan de Simon Langton School for girls. Ze was volgens zeggen een stil en verlegen meisje. Daarna werd ze met een beurs toegelaten tot de dagschool van de prestigieuze Sidney Cooper School of Art, Canterbury onder leiding van kunstenaar en stichter Thomas Sidney Cooper.
Na haar afstuderen met eerste prijzen als tekenlerares werd ze illustratrice van kinderboeken. In 1898 illustreerde ze de eerste dichtbundel The coming of Ragnarok van Herbert Bird Tourtel, met wie ze zich in 1899 verloofde en het jaar daarop trouwde. Herbert was sinds 1903 nachtredacteur en later assistent-hoofdredacteur van de Daily Express. Hun huwelijk bleef kinderloos.
Mary werkte als freelancer en concentreerde zich op opdrachten vanuit het hele land, vooral voor illustraties voor kinderen en van dieren. In 1901 gaf ze haar eerste eigen werk van gedichten met kleurenillustraties over paarden uit: A Horse Book, in 1903 gevolgd door Three Little Foxes. Meer titels van haar hand werden voornamelijk bewerkingen van bekende sprookjes en volksverhalen. Herbert schreef de teksten en gedichten, terwijl Mary vooral illustreerde.
Mary en Herbert woonden afwisselend in huurhuizen op het platteland. Toen Herbert Tourtel ging werken bij de Daily Express huurden ze een eigen woning in Londen aan de Earls Court Square.

## Bruintje Beer
Begin jaren 1920 scoorden concurrenten van de Daily Express met stripfiguren als Teddy Tail (in de Daily Mail) en Pip, Squeak and Wilfred (in de Daily Mirror). Herbert Tourtel werd opgezadeld met de taak om voor de Daily Express een concurrerende stripreeks te maken. Herbert schoof bij de redactie zijn vrouw naar voren, die toen al in hoog aanzien stond als schrijfster en illustratrice van kinderboeken. Aanvankelijk had zijn geen zin in een strip, maar bedacht het figuurtje Little Bear (Beertje), die al snel de naam Rupert Bear kreeg, in Nederland later bekend als Bruintje Beer. Het personage baseerde ze op een tekening van een beer die ze een jaar eerder had getekend voor het boek When Animals Work.
Mary tekende zowel Rupert als Margot, een andere strip in de Daily Express, die om en om maar soms tegelijk verschenen. Na 1926 verdween Margot en concentreerde de krant zich op de populair geworden Rupert. Mary tekende een of twee tekeningen per dag, terwijl Herbert de versjes bedacht voor de verhalen. Om Herberts mislukking als dichter te verbergen kwamen de verzen op naam van zijn vrouw.
Later in haar leven, toen ze met pensioen was, gaf ze openlijk toe dat ze spijt had dat ze Rupert Bear had bedacht. Dit kwam waarschijnlijk door de vele uren van hard werken aan tekeningen van Rupert met haar man, bijna twaalf jaar zeven dagen per week, en de eenzaamheid na zijn dood.
Zij werd vervangen door Alfred Bestall. Uiteindelijk was het Bestall die haar schepping wereldwijd bekend maakte. Bestall bewonderde haar werk en kreeg van de krant de opdracht om haar verhalen en tekeningen te evenaren. Er mochten absoluut geen sombere verhalen meer verschijnen en geen verhalen meer met tovenarij en feeën, die vaak voorkwamen in Mary's verhalen.

## Latere leven

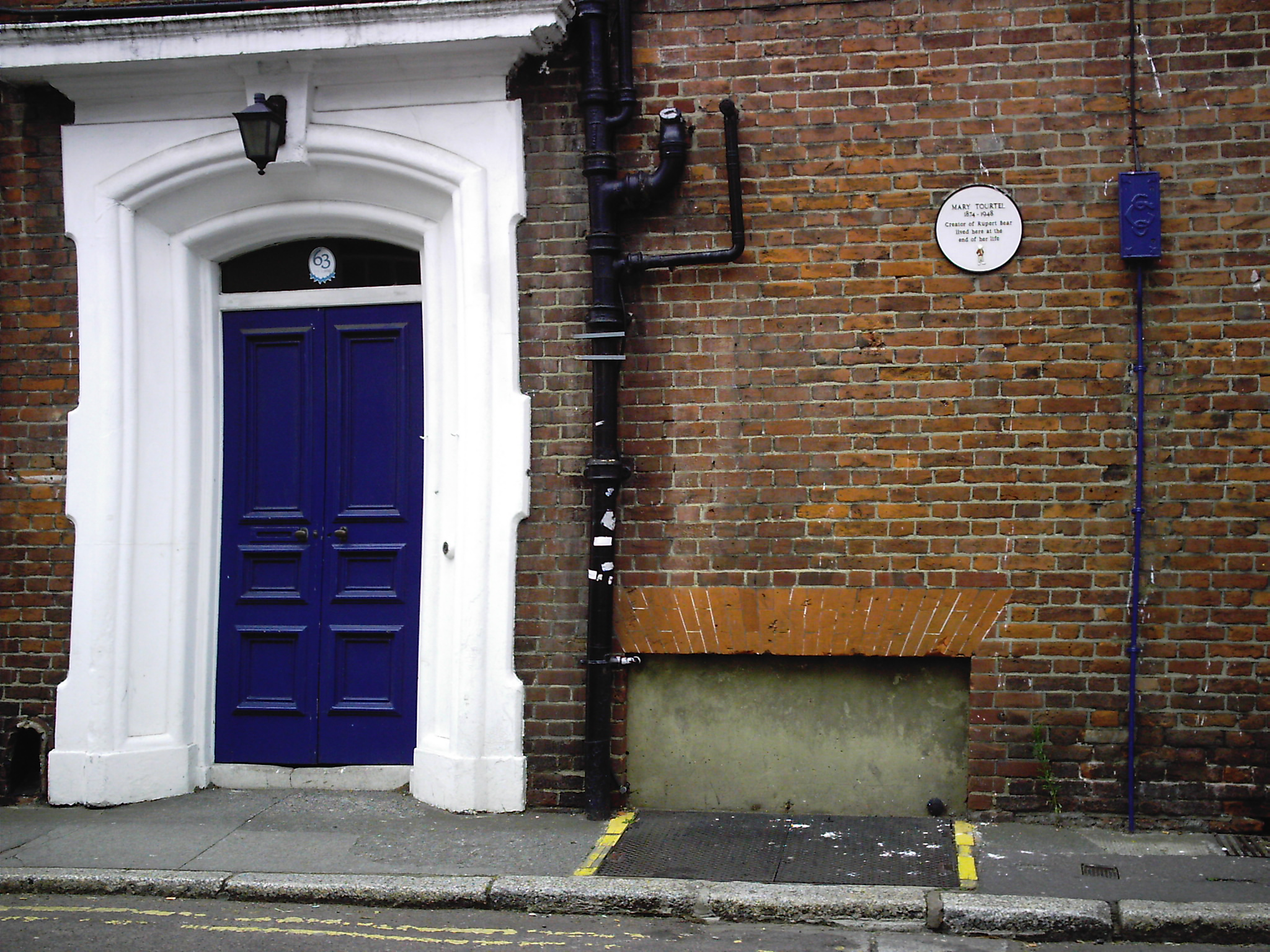
Het voormalige Baker's Temperance Hotel waar Mary Tourtel aan het eind van haar leven woonde, 2007.

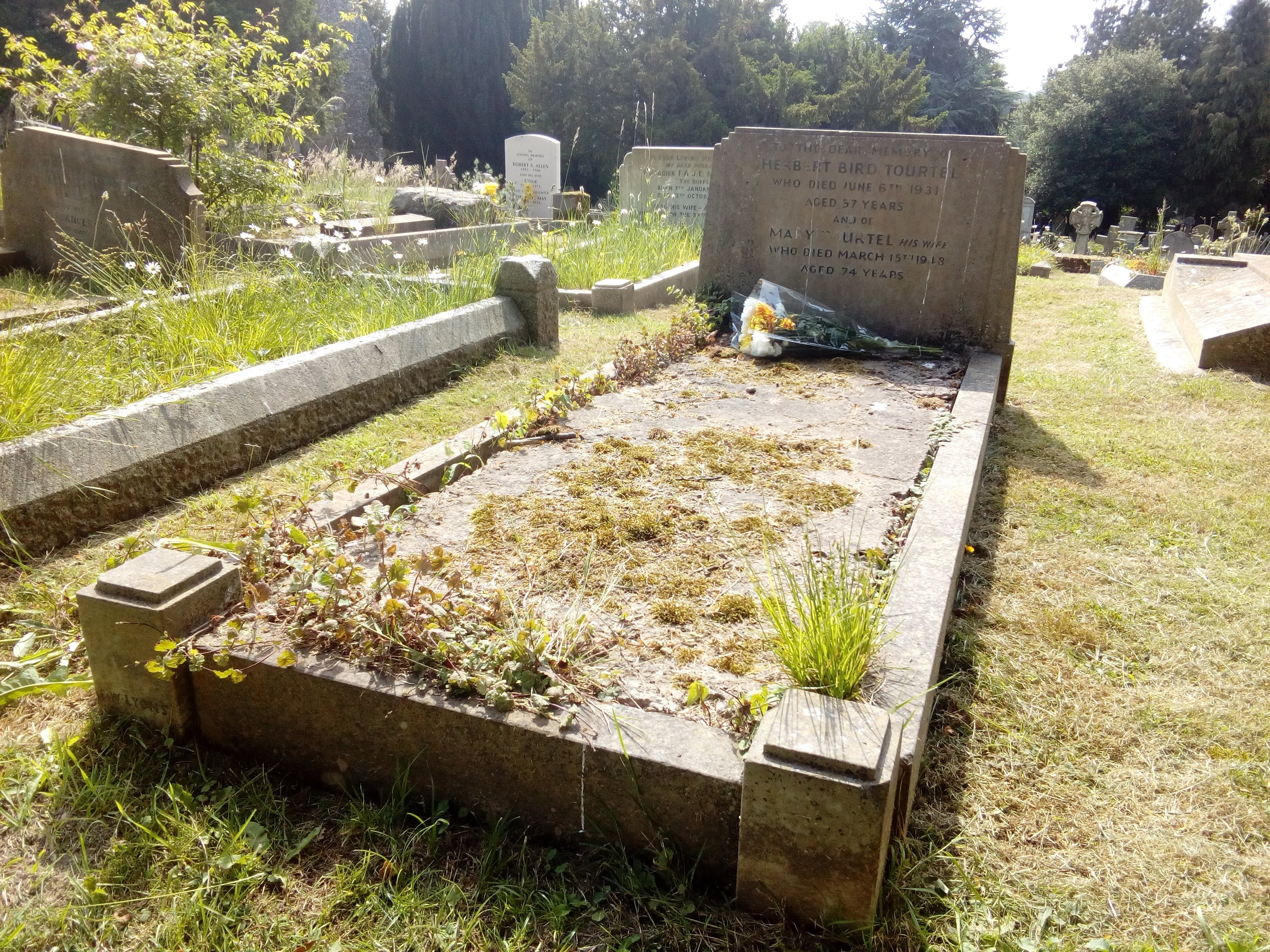
Het graf van Mary en Herbert Tourtel, 2018.

In 1930 kreeg Herbert Tourtel last van tuberculose en verbleef het stel tijdelijk in Bad Nauheim in Duitsland , waar Herbert in het Sanatorium Groedel herstelde. Nadat Herbert was hersteld verhuisden ze midden 1930 naar Florence. Eind mei 1931 moest Herbert noodgedwongen terug naar het sanatorium in Bad Nauheim waar hij uiteindelijk aan tuberculose stierf op 6 juni.
Mary raakte in een depressie door de dood van haar man. Ze verhuisde terug naar Canterbury en ging bij haar broer Samuel Caldwell inwonen. Haar depressie beïnvloedde zowel haar lichamelijke als geestelijke gezondheid, maar vooral haar werk. Het was Herbert Tourtel die de verhalen van Bruintje Beer bedacht. Na zijn dood probeerde Mary het zelf te doen. Door haar depressie kregen de verhalen echter een zeer duistere en depressieve lading, tot ze niet geschikt meer waren voor het jonge publiek. Daarnaast gingen haar ogen hard achteruit. Regelmatig had ze last van slecht zicht of pijnlijke ogen door te fel licht. Hierdoor leefde ze in angst compleet blind te worden. In 1935 bood ze haar ontslag aan bij de Daily Express dat direct geaccepteerd werd, omdat hoofdredacteur Stanley Marshall zich zorgen over haar maakte.
In de oorlog verliet ze Canterbury en ging wonen in Llandrindod Wells. Na de oorlog keerde ze terug naar Canterbury waar ze enkele kamers ging bewonen in Baker's Temperance Hotel. Op 15 maart 1948 stortte ze in de hoofdstraat van Canterbury in elkaar toen ze op weg was om te lunchen met een vriendin. De oorzaak bleek een hersentumor te zijn. Ze kwam niet meer bij bewustzijn en stierf dezelfde dag nog op 74-jarige leeftijd in het ziekenhuis van Canterbury.
Ze ligt met de as van haar man begraven op het kerkhof van de St. Martin's Kerk in Canterbury.

## Prijzen
- 1893: The National Book Prize
- 1894: 'Princess of Wales' Scholarship
- 1888: The Owen Jones Medal
- 1900: The Rosa Bonheur Prize

### Ander werk
- A Horse Book, 1901
- The Humpty Dumpty Book: Nursery Rhymes told in Pictures, 1902
- The Three Little Foxes, 1903
- Matchless A B C, 1903
- The Strange Adventures of Billy Rabbit, 1908

### Als illustratrice van boeken door andere auteurs
- The coming of Ragnarok, 1898 (dichtbundel van Herbert Tourtel. Via dit werk leerden ze elkaar kennen.)
- The Rabbit Book, 1900
- Old King Cole, 1906
- The Matchbox Book, 1910
- When Animals Work, 1919

## Varia
- Mary Tourtel reisde veel in haar leven. Verschillende boottochten en later vele vliegreizen maakte ze samen met Herbert, waar ze beide verzot op waren. Hun obsessie met vliegtuigen en de buitenlandse landschappen die ze had gezien op haar reizen, inspireerde veel Bruintje Beer verhalen en zowel het thema vliegen als de landschappen kwamen terug in haar tekeningen.
- Als Mary op vakantie of ziek was, verschenen er geen verhalen van Bruintje Beer in de krant. Dit werd opgelost door oudere verhalen te herdrukken of met een simpele boodschap dat het personage op vakantie was.
- Na de dood van haar echtgenoot, Herbert, droeg Mary Tourtel enkel nog maar zwarte kleding. Ook droeg ze de as van haar man altijd bij zich als ze het huis uit ging.

- Digitale Bibliotheek voor de Nederlandse Letteren: tour014
- International Standard Name Identifier: 0000 0000 3787 1775
- Library of Congress Control Number: n98089694
- Nationale Bibliotheek van Letland: 000013021
- Nationale Bibliotheek van Israël: 987007523004405171
- Nederlandse Thesaurus van Auteursnamen: 071923209
- RKD-Nederlands Instituut voor Kunstgeschiedenis: 309320
- Virtual International Authority File: 26383958
- WorldCat: E39PBJkT6tmxkWj7krB36bhCQq